# Пескарь (подводная лодка)
«Пескарь» — российская подводная лодка начала XX века, третий корабль проекта Holland-VIIR (тип «Сом»).

## Постройка
Подводная лодка «Пескарь» была заложена 10 мая 1904 года на Невском судомеханическом заводе в Санкт-Петербурге. Спуск на воду состоялся в октябре 1905 года. В ноябре того же года в сопровождении транспорта «Хабаровск» совместно с однотипными лодками «Белуга» и «Лосось» перешла в Либаву для достройки и испытаний. 5 ноября двигаясь своим ходом в условиях семибалльного ветра, сильных волн и низкой температуры, отстала от группы из-за остановки двигателя. Взята на буксир транспортом, 7-8 ноября провела в Гельсингфорсе, затем до конца месяца через Ганге и Куйвасто на буксире достигла Либавы. 5 февраля 1906 года из-за неисправного клапана началось поступление воды, дифферент на корму был вовремя замечен, затопление лодки предотвращено, однако электромотор вышел из строя на месяц. 25 мая 1906 года «Пескарь» вступил в строй.

## Служба
29 мая 1906 года зачислена в учебный отряд подводного плавания с базированием на Либаву. Осенью 1906 года использовалась в качестве подводной цели при испытаниях противолодочного бомбомёта системы Короткова.
В 1907—1911 годах использовалась как учебный корабль, неоднократно участвовала в учениях, флотских маневрах, испытаниях, экспериментах, осуществляла торпедные стрельбы.
В 1911 году прошла капитальный ремонт, в 1912 году на «Пескаре» испытывались приборы звукоподводной сигнализации системы Ниренберга.
13 июля 1913 года следовала на буксире транспорта «Хабаровск» из Либавы в Ревель. В условиях пятибалльного волнения из-за остановки транспорта зарылась носом в воду, при этом были смыты за борт и погибли командир лодки капитан 2-го ранга Н. В. Вурм и инженер-механик старший лейтенант Г. Н. Мезинов. Затопление лодки и гибель всего экипажа предотвратил унтер-офицер Леонов, успевший задраить рубочный люк.
До 16 июля 1914 года продолжала использоваться как учебный корабль.
Во время Первой мировой войны участвовала в боевых действиях, несла дозорную службу на Або-Оландской шхерной позиции, базировалась на Мариехамн. В ноябре 1915 года совместно с подводной лодкой «Сом» дежурили в Оландсгафе, охотясь на обнаруженную неподалёку немецкую подводную лодку U-17, успеха не достигли.
С 7 июля 1916 года «Пескарь» снова переведён в учебный отряд, базировался на Ревель.
25 октября 1917 года вошёл в состав Красного Балтийского флота, однако уже осенью сдан к порту на хранение. В феврале 1918 года в полуразобранном состоянии захвачен германскими войсками, затем вывезен в Германию и разделан на металлолом.

## Командиры
- 1905-1907: граф П. Ф. Келлер
- 1907-1908: С. Н. Власьев
- 1908-1910: А. Е. Циолкевич
- 1912-1913: Н. В. Вурм (погиб в море)
- 1913-1914: В. Н. Кондрашев
- 1914-1915: К. Л. Соболев
- 1915-1917: В. О. Мюллер